# Vladislav Krapivine
Vladislav Petrovitch Krapivine (en russe : Владислав Петрович Крапивин), né le 14 octobre 1938 à Tioumen en URSS et mort le 1er septembre 2020 à Iekaterinbourg (Russie), est un auteur soviétique et russe de littérature d'enfance et de jeunesse et de science-fiction.

## Biographie
Vladislav Petrovitch Krapivine est né à Tioumen le 14 octobre 1938. Il est diplômé en journalisme de l'université d'État de l'Oural. Au cours de ses études, il commence à travailler pour le journal Sverdlovsk Soir (ru), puis plusieurs années dans le périodique Éclaireur de l'Oural (en). Vladislav Krapivine est écrivain à plein temps à partir de 1965. Son premier livre, Le Voyage d'Orion (ru), a été imprimé par la maison d'édition de Sverdlovsk en 1962. Au cours de sa carrière littéraire, il est  l'auteur de plus de 200 publications dont beaucoup ont été traduites dans une vingtaine de langues.
Il est lauréat de plusieurs prix littéraires et du Ruskon (convention dans le domaine du fantastique)
En 1961, Vladislav Krapivine a fondé un groupe de jeunes appelé « Caravelle », dont les activités principales sont le journalisme, l'escrime, la voile et tout ce qui est maritime. « Caravelle » survit à son créateur, dirigé par des anciens diplômés.

## Œuvres traduites
- Les Ailes et les Voiles (Летящие Сказки) :
  - Les Enfants du flamant bleu (Дети Синего Фламинго, 1980), traduction : François Doillon, Tatiana Movtchan et Julien Tissen, illustration : Medvedev, Éditions Delahaye, 2004.(ISBN : 2-35047-006-7)
- Grand Cristal (В глубине Великого Кристалла) :
  - Le Poste sur le Champ des Ancres (Застава на Якорном Поле, 1988), traduction : François Doillon, Tatiana Movtchan et Julien Tissen, illustration : Evguenia Sterligova, Éditions Delahaye, 2005. (ISBN : 2-35047-029-6)
- Le Pigeonnier dans la clairière jaune (Голубятня на жёлтой поляне) :
  - Le Pigeonnier de Villenoix (Голубятня в Орехове, 1983), traduction : François Doillon et Tatiana Palma, illustration : Evguenia Sterligova, Éditions Delahaye, 2006. (ISBN : 2-35047-032-6)
  - L'Étincelle vivante (Праздник лета в Старогорске, 1984), traduction : François Doillon et Tatiana Palma, illustration : Evguenia Sterligova, Éditions Delahaye, 2008. (ISBN : 978-2-35047-048-1)
  - Le Garçon et le lézard (Мальчик и ящерка, 1985), Éditions Delahaye, 2011. (ISBN : 978-2-35047-065-8)
- Les Sanzindes (Гуси-гуси, га-га-га…, 1989), traduction : François Doillon et Tatiana Palma, illustration : Jean-Félix Lyon, Éditions Black Coat Press, collection « Rivière Blanche-Hors série », no 33, 2016. (ISBN : 978-1-61227-509-3)

## Distinctions
- Prix Aelita 1983 pour Les enfants du flamant bleu
- Médaille d'argent et de bronze au Ruskon 2007